# Suleiman al-Halabi
Suleiman al-Halabi (en árabe: سليمان الحلبي‎), también deletreado Soleyman El-Halaby (1777–1800), 
es conocido por haber matado al general francés Jean Baptiste Kléber, dirigente de las fuerzas napoleónicas de ocupación francesas en Egipto. Fue torturado quemando su mano derecha hasta el hueso antes de ser ejecutado por empalamiento.

## Primeros años
Suleiman al-Halabi era un kurdo nacido en Alepo,Siria en 1777 en el pueblo de Kukan, entre Alepo y Afrin. Su padre, Mohammad Amin, era un mercader de mantequilla y aceite de oliva y envió a su hijo a El Cairo, Egipto en 1797 para estudiar ciencias islámicas en la Universidad de al-Azhar.

## Asesinato, juicio y ejecución

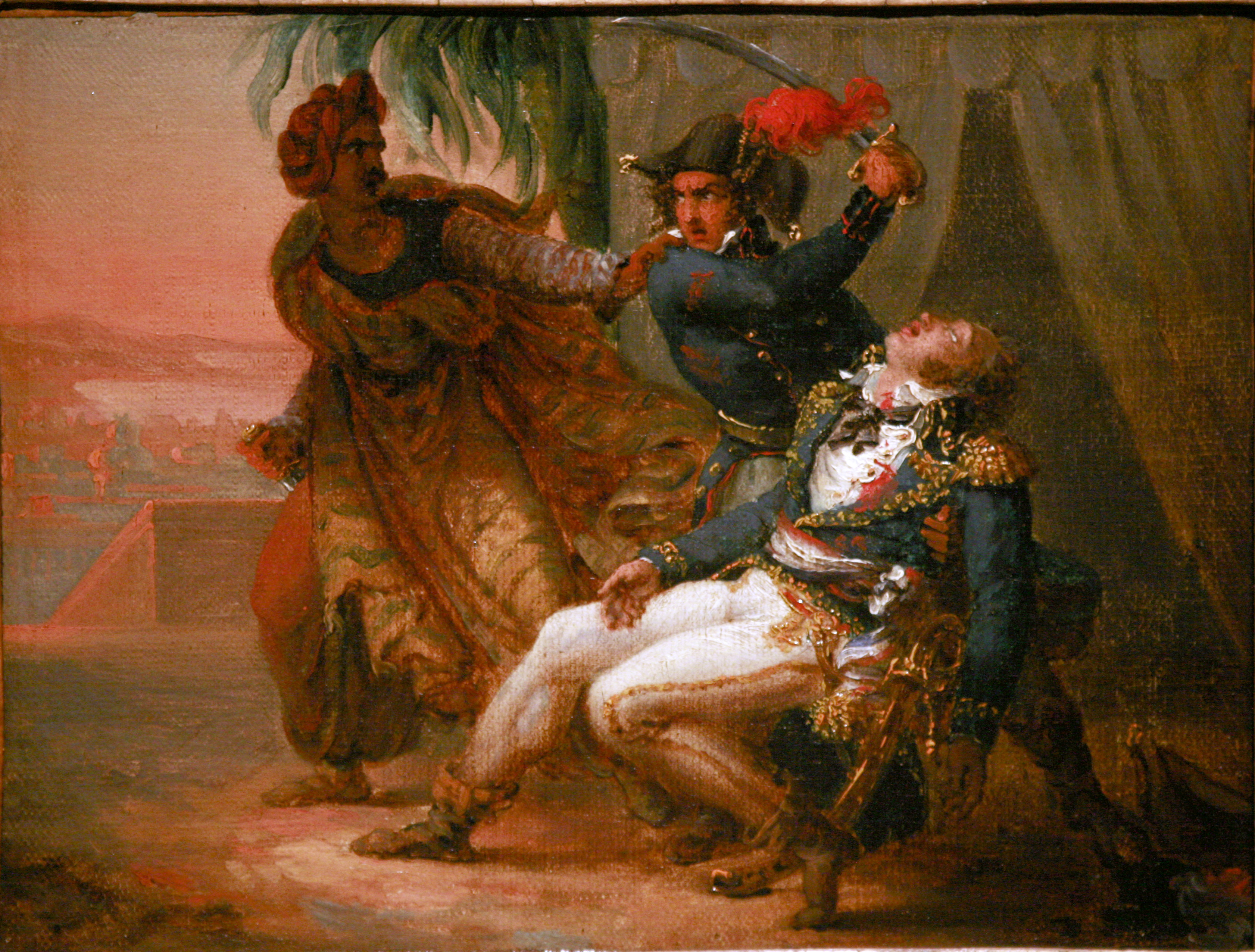
Asesinato de Kléber, pintura en el Museo histórico de Estrasburgo.

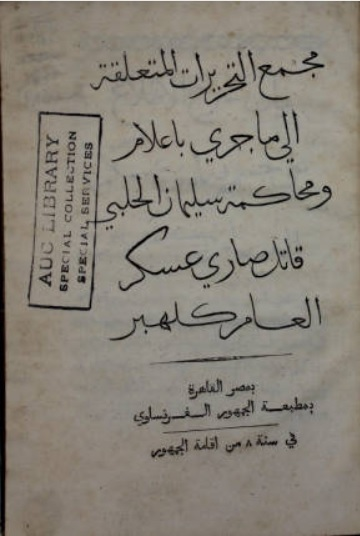
Página de portada escrita en árabe del registro del juicio de al-Halabi.

El 14 de junio de 1800, al-Halabi se acercó a la casa donde se alojaba el general Kléber fingiendo ser un mendigo que buscaba una audiencia con él. Cuando se le acercó como rogando, Kléber extendió su mano para que al-Halabi la besara a cambio de algún dinero, como era la costumbre. En cambio, al-Halabi la agarró y atrajo al general hacia sí al tiempo que le asestaba cuatro puñaladas con una daga en el estómago, corazón, brazo izquierdo y mejilla derecha. Tenía 23 años cuando asesinó al comandante de la campaña francesa en tierras egipcias. El ingeniero jefe de Kléber trató de defenderle y también fue acuchillado pero sus heridas no fueron mortales.
Al-Halabi se escondió en los jardines del palacio, donde fue encontrado por soldados franceses que le registraron y hallaron la daga. Fue arrestado y torturado, su mano derecha fue quemada hasta el hueso pero aun así negó cualquier relación con el jeque Al-Sharkawi o los movimientos de resistencia populares contra los extranjeros. Fue juzgado y sentenciado a muerte por empalamiento. Maniatado, fue sentado sobre una estaca de punta roma que por el propio peso del cuerpo se fue introduciendo por vía rectal, un suplicio que duró cuatro horas, que pasó recitando versos coránicos.

## En la posteridad
El cráneo de Sulayman Al-Halabi fue enviado a Francia para su estudio científico, y en pleno auge de la frenología se mostraba a los estudiantes de medicina como ejemplo del "criminal" y "fanático"; se encuentra en exhibición en el Museo del Hombre en París. 
Una obra de teatro nacionalista árabe basado en su asesinato del general Kléber, "Sulayman Al-Halabi", fue escrita por el dramaturgo egipcio Alfred Farag en 1965. En la interpretación de Farag, los motivos de Al-Halabi tienen más que ver más con la revuelta popular árabe contra la ocupación extranjera, más que un asesinato político a cambio de un beneficio económico.